# Krätze (Uetze)
Krätze ist eine Ortsteile von Altmerdingsen in der Gemeinde Uetze, niedersächsischen Region Hannover.
"Doch spricht man von Altmerdingsen, darf Krätze nicht vergessen"

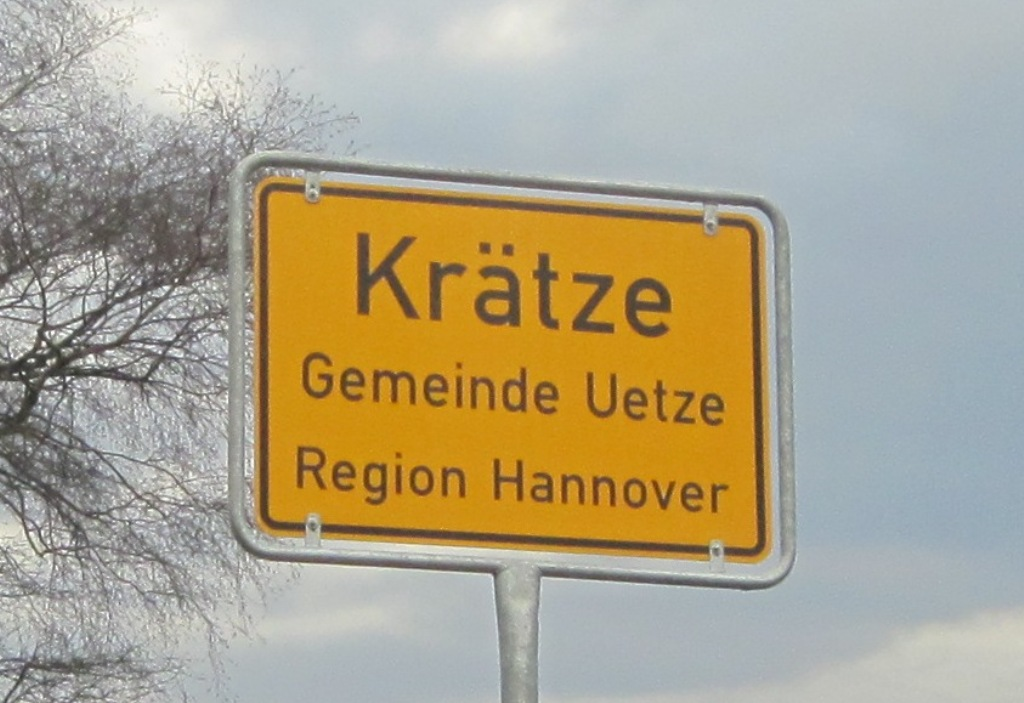
Ortsschild von Krätze/Uetze

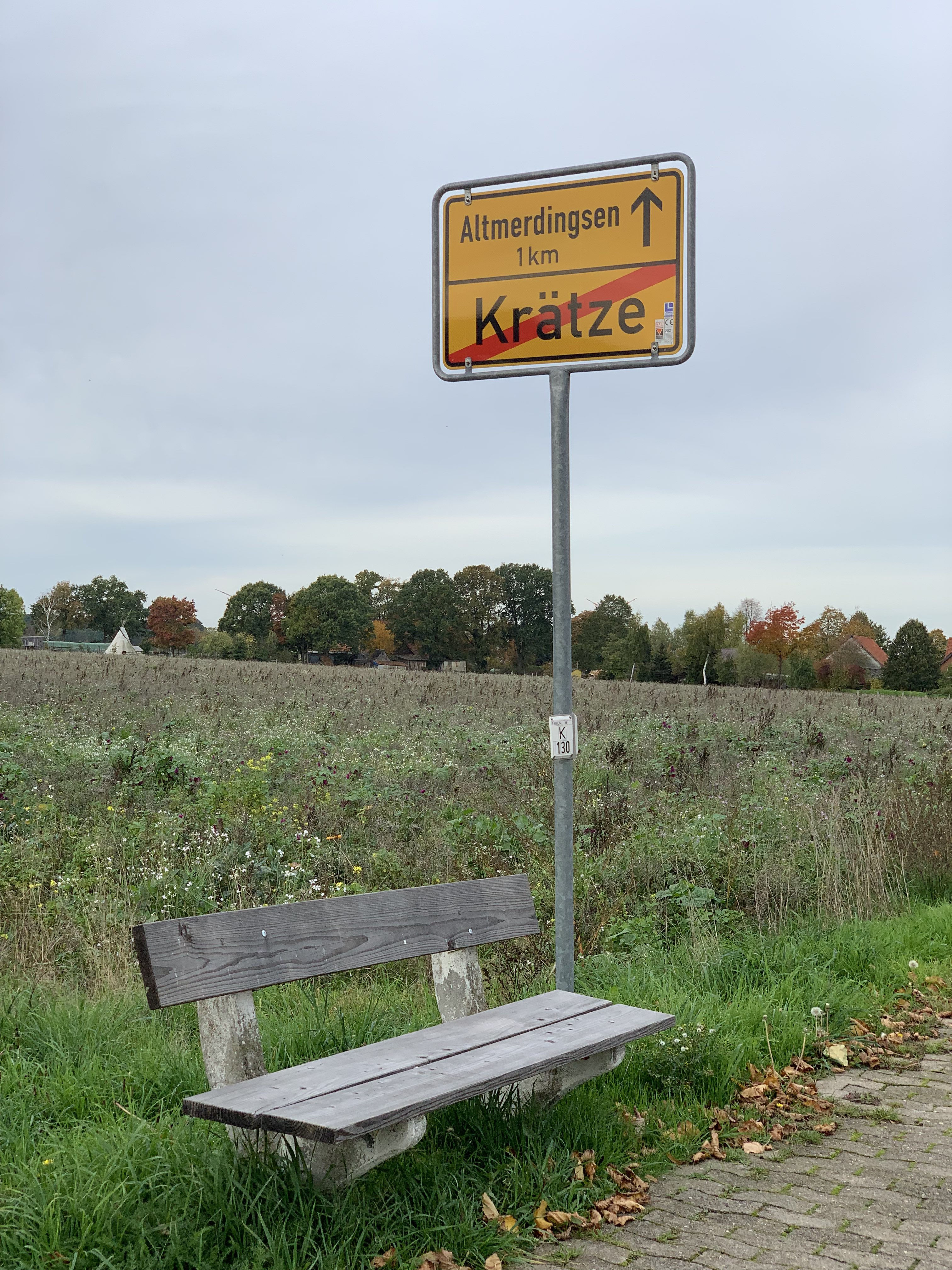
Ortsschild von Krätze